# أندريه فيرا
أندريه فيرا (بالفرنسية: André Vera)‏ هو مهندس المناظر الطبيعية فرنسي، ولد في 8 فبراير 1881 في باريس في فرنسا، وتوفي في 16 يوليو 1971.